# 利皮尼
50°45′49″N 25°24′43″E / 50.76361°N 25.41194°E
利皮尼（烏克蘭語：Липини），是烏克蘭的村落，位於該國西部沃倫州，由盧茨克區負責管轄，始建於1870年，面積1.24平方公里，海拔高度211米，2001年人口2,871，人口密度每平方公里2,315.32人。